# Ann Langley
Ann Langley, auch bekannt als Ann Langley-Laporte, ist eine kanadische Wirtschaftswissenschaftlerin. Derzeit ist sie Professorin im Department of Management der École des hautes études commerciales in Montreal, Kanada. Daneben hält sie Gastprofessuren an der Norwegischen Handelshochschule in Bergen und der Universität Montreal.

## Werdegang
Langley studierte Operational Research an der Universität Lancaster in Großbritannien und schloss mit einem Master of Arts ab. Langley arbeitete als Consultant und Analytiker in privaten Unternehmen und öffentlichen Körperschaften, beispielsweise dem National Institute for Health Research. Sie setzte ihre Studien fort und promovierte 1987 an der HEC Montreal im Fach Administration.
Langley ist Mitherausgeberin des Wissenschaftsmagazins Strategic Organization und Chefeditor beim Magazin Organization Studies. Sie ist Mitglied des Boards der European Group for Organizational Studies (EGOS).

## Forschungsinteressen
Nach Angaben der HEC interessiert sich Langley für Strategie, Management im Gesundheitssektor sowie Forschungsmethodik. Die Norwegische Handelshochschule, Bergen würdigt ihre Leistungen in der Erforschung strategischer Veränderungsprozesse, insbesondere um die Entscheidungsmechanismen in pluralistischen Organisationen.

## Ehrungen und Auszeichnungen
2010 wurde Langley in die Royal Society of Canada berufen. 2011 wurde sie mit der Ehrendoktorwürde der Norwegischen Handelshochschule für die wertvolle Zusammenarbeit mit den betriebswirtschaftlichen Fachschaften verliehen. 2022 wurde sie zum korrespondierenden Mitglied der British Academy gewählt.

## Bibliografie
- Ann Langley-Laporte (1986) Role of formal analysis in organizations
- Ann Langley-Laporte (1982) The role of rational analysis in organizations